# Ajit Chakravarti

Ajit Chakravarti, nacido en Shantiniketanen el año 1930 y fallecido  en Benarés en 2005, fue un escultor Indio. Siguió un estilo próximo a la abstracción en sus esculturas, como Sankho Chaudhury y Sarbari Roy Chowdhury
En 1961 participó en el Simposio europeo de Escultura celebrado en  Sankt Margarethen im Burgenland, Austria.
Residente en Varanasi hasta su muerte en 2005.
Entre las obras de Ajit Chakravarti se incluyen las siguientes:

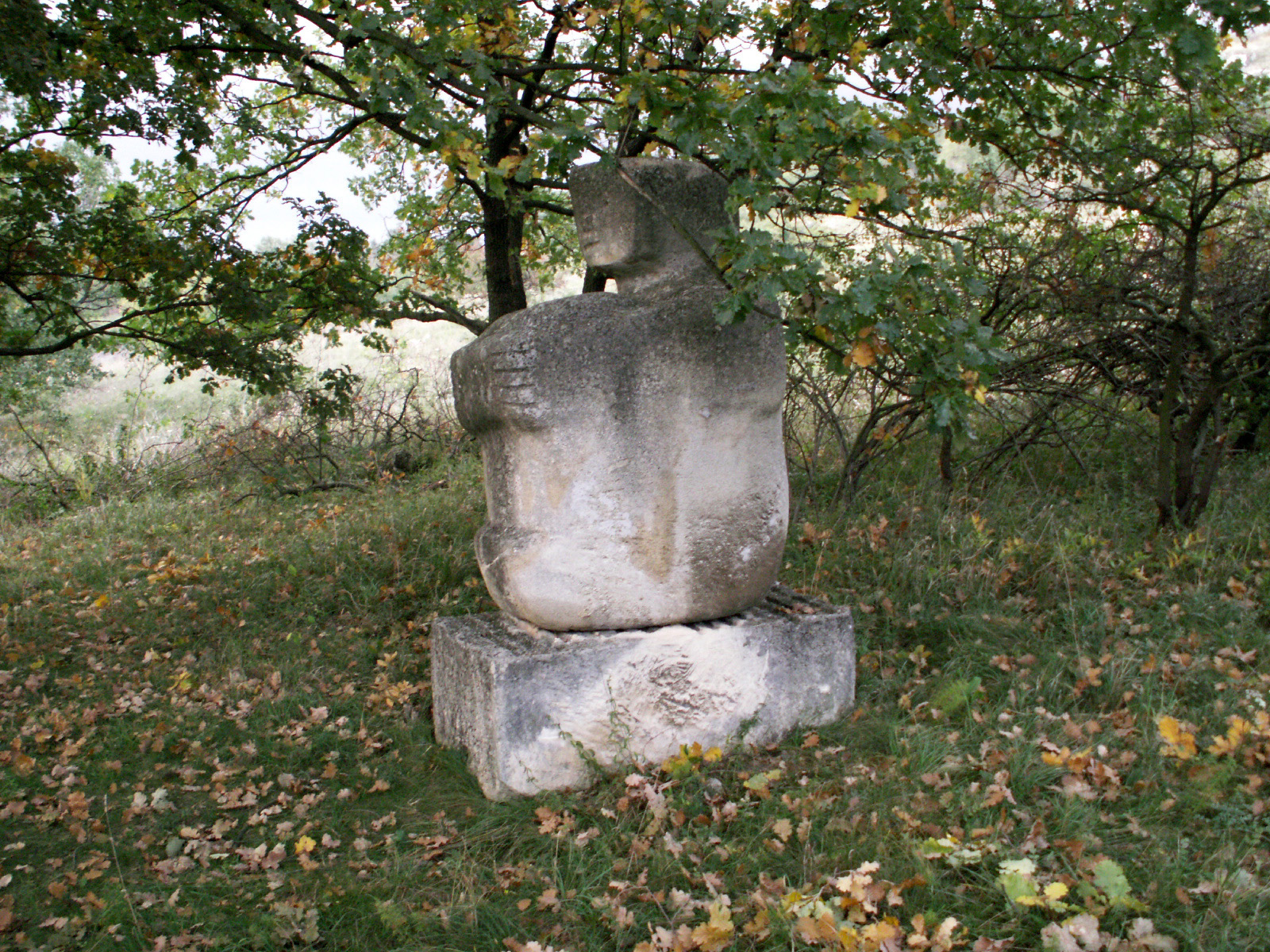
Simposio Europeo de Escultura - Symposion Europäischer Bildhauer, Sankt Margarethen im Burgenland - Austria, Ajit Chakravarti, 1961[3] 47°48′23″N 16°37′46″E / 47.80639, 16.62944

Tres de sus obras se conservan en la Galería Nacional de Arte Moderno de  Nueva Delhi .